# Landsdomare
Landsdomare är en tjänstemannabenämning i Skandinavien, känd från medeltiden. 
En landsdomare var en domare av frälsestånd vars jurisdiktion omfattade ett landskap, även om tingslaget bara utgjordes av en eller några socknar. Ämbetet är känt från Tavastland på 1370-talet. Landsdomare förekom även i Satakunda och västra Nyland vid slutet av 1300-talet. På Åland är det känt att ämbetet förekom på 1400- och 1500-talen trots att benämningen häradsdomare även finns dokumenterad på 1490-talet. På 1600-talet övergick benämningen landsdomare att betyda överdomare i ett landskap eller i en landsdel - speciellt under perioden 1646–1683 i de delar av Sverige som tidigare hört till Danmark. Tjänstebenämningen ersattes 1683 med lagman.
I Danmark var landsdomare (danska: Landsdommer) före 1805 benämningen för en juridisk (rättslig) ledamot av landstinget. Från 1919 är det en domartitel vid Landsretten i Vestre Landsret, Østre Landsret och Søndre Landsret (till 1927). Dessutom finns en landsdommer vid Grønlands Landsret.